# Erich Lübbe

Erich Lübbe

Erich Lübbe (* 22. November 1891 in Berlin; † 15. Februar 1977 in West-Berlin) war ein deutscher Gewerkschafter, sozialistischer Politiker und Widerstandskämpfer gegen das nationalsozialistische Regime.

## Leben
Lübbe besuchte die Volksschule in Berlin und begann zunächst eine Lehre als Elektroinstallateur, die er jedoch abbrach. Ab Februar 1909 absolvierte er eine Lehre als Maschinenschlosser erfolgreich. Nach dem Ende der Lehrzeit arbeitete er zunächst als angelernter Dreher in der Nähmaschinenfabrik „Wollenberg“. Zwischen 1916 und 1919 studierte er Maschinenbau und arbeitete bei einer Schrauben- und Autofuhrfabrik. Im April 1915 trat Lübbe in den Militärdienst des Ersten Weltkrieges ein. Im August gleichen Jahres wurde er vom Kriegsdienst zurückgestellt, da er als qualifizierter Metallarbeiter eher in der Produktion benötigt wurde. Anschließend war er im Siemens-Konzern als Elektromonteur und Dreher beschäftigt.
Bereits im Juni 1910 war Lübbe dem freigewerkschaftlichen Deutschen Metallarbeiterverband (DMV) beigetreten, in dem er bereits ein Jahr später Funktionen übernahm. Später gehörte er der DMV-Ortsverwaltung Berlin an. 1917 oder 1918 wurde er USPD-Mitglied. 1922 wechselte er zur SPD. Seit 1921 war Lübbe bei Siemens & Halske Vorsitzender des Gesamtbetriebsrates. Außerdem war er zwischen 1930 und 1933 Mitglied im Hauptvorstand des DMV. Zugleich übernahm er mehrere Funktionen im Zusammenhang mit der Betriebsrätearbeit des DMV, unter anderem im Betriebsräte-Beirat.
Als Nachrücker wurde Lübbe im November 1932 Mitglied des Reichstages. Bei den März-Wahlen 1933 errang er erneut ein Reichstagsmandat. Bei der Abstimmung über das Ermächtigungsgesetz gehörte Lübbe zu den SPD-Abgeordneten, die mit "nein" stimmten.
Nach dem Beginn der nationalsozialistischen Herrschaft verlor Lübbe Ende März 1933 seinen Posten als Betriebsratsvorsitzender. Lübbe war von Hausdurchsuchungen und polizeilicher Überwachung betroffen. Dennoch schloss er sich der illegalen Gruppe um Max Urich an. Nach dessen Verhaftung übernahm Lübbe zusammen mit Otto Eichler und Erich Bührig eine leitende Funktion in der illegalen metallgewerkschaftlichen Arbeit gegen das NS-Regime. Seit Frühjahr 1935 arbeitete Lübbe als Radiotechniker in der Heliowattwerke-Elektrizitäts-AG in Berlin-Charlottenburg. Im Zuge der Kriegs-Sonderaktion wurde er am 1. September 1939 an seinem Arbeitsplatz verhaftet. Er wurde anschließend im KZ Sachsenhausen inhaftiert. Bis zum Ende der NS-Herrschaft blieb er im Konzentrationslager in Haft und wurde noch im April 1945 auf einen sogenannten Todesmarsch geschickt. Im Belower Wald wurde er schließlich befreit und kehrte auf dem Fußweg zurück nach Berlin.
Nach dem Ende des Nationalsozialismus beteiligte sich Lübbe am politischen und gewerkschaftlichen Neuaufbau. So war er unter anderem als Sekretär des Bezirksvorstandes der SPD am Neuaufbau der Partei in Berlin beteiligt. Seit Oktober 1945 war er zudem Hauptsekretär des Zentralausschusses der SPD. Zugleich war Lübbe Mitbegründer der IG Metall im FDGB und Mitglied ihres Vorstandes. Lübbe machte 1946 die Zwangsvereinigung mit der KPD zur SED mit und war ab Ende Oktober 1946 Mitglied der Berliner Stadtverordnetenversammlung. Lübbe wurde Stadtrat und Leiter der städtischen Betriebe. Außerdem war er Mitglied des SED-Landesvorstandes Berlin. Ende November 1948 legte er alle Parteiämter nieder und trat aus der SED aus. Er zog nach West-Berlin, wo er seit Jahren noch eine weitere Wohnung unterhielt. 1951 trat er der SPD erneut bei.
Zwischen 1951 und 1954 war Lübbe Leiter der Abteilung Mitbestimmung beim Bundesvorstand des DGB. Danach war er bis 1961 Geschäftsführer der Stiftung „Mitbestimmung“, einer Vorgängerorganisation der Hans-Böckler-Stiftung.
Sein Nachlass befindet sich im Archiv der sozialen Demokratie.